# Francesco Ragonesi
Francesco Ragonesi (21 de dezembro de 1850 - 14 de setembro de 1931) foi um cardeal da Igreja Católica Romana e foi o prefeito do Supremo Tribunal da Assinatura Apostólica .

## Biografia
Francesco Ragonesi nasceu em Bagnaia , Itália. Ele foi educado no seminário de Viterbo , e mais tarde no Seminário Pio-Romano , e no Pontifício Ateneu Romano S. Apolinário , onde obteve doutorado em filosofia , teologia e um doutorado utroque iuris (tanto em direito canônico quanto civil).
Foi ordenado e trabalhou na diocese de Viterbo , onde fez trabalho pastoral e por vinte e cinco anos serviu como professor de história e escritura em seu seminário, além de ter sido eleito como vigário capitular da diocese. Entre 1885 e 1904 ele foi vigário geral . Foi criado prelado Doméstico de Sua Santidade em 12 de junho de 1889. Foi nomeado delegado apostólico e enviado extraordinário à Colômbia em 7 de setembro de 1904; durante sua delegação, ele favoreceu a abertura do Canal do Panamá naquele país.
Ele foi nomeado como arcebispo titular de Myra em 16 de Setembro 1904 por Papa Pio X . Ele foi consagrado em 25 de setembro por Rafael Merry del Val , Cardeal Secretário de Estado . Ele serviu como núncio na Espanha com faculdades de legado latere de 1913 a 1921.
Ele foi criado Cardeal-Sacerdote de San Marcello no consistório de 7 de março de 1921 pelo Papa Bento XV . Desde que foi núncio na Espanha, recebeu o chapéu de cardeal do rei da Espanha e depois sua outra regalia no próximo consistório em junho.
Ele participou do conclave de 1922 que elegeu o Papa Pio XI . Foi nomeado Prefeito da Assinatura Apostólica pelo Papa Pio em 9 de março de 1926.
Morreu em 1931, na casa-mãe das Irmãs do Sagrado Coração de Jesus, Poggio a Caiano , Pistoia , para onde recuperara a saúde. Ele está enterrado no cemitério Campo Verano , em Roma.